# Ammophila heydeni
Ammophila heydeni es una especie de avispa del género Ammophila, familia Sphecidae.

## Taxonomía
Fue descrito por primera vez en 1845 por Dahlbom.